# بابلو إغليسياس توريون
بابلو مانويل إغليسياس توريون (بالإسبانية: Pablo Iglesias Turrión)‏ (مواليد 17 أكتوبر 1978، مدريد) هو أستاذ جامعي وسياسي وكاتب ومقدم ومعلق برامج إسباني. في عام 2014 انتخب كنائب في البرلمان الأوروبي ممثلا حركة «بوديموس» (قادرون)، التي تمخضت عن حركة الغاضبين، وخلقت المفاجأة بفوزها بخمسة مقاعد.
بابلو إغليسياس معتاد على جلسات الحوار السياسية المؤثرة في الاعلام الإسباني. كما يقدم برامج النقاش السياسي تويركا تي في Tuerka TV وفورت أباتشي (في هسيبان تي في Hispan TV الإيرانية)، وهو مدير المحتوى والإبداع للإنتاج في وكالة «مع اليد اليسرى» (CMI) ويتعاون مع مركز للدراسات السياسية والاجتماعية. وهو أستاذ العلوم السياسية في جامعة كمبلوتنسي.

عقب الإعلان عن نتائج الانتخابات الأوروبية، أعلن بابلو إغليسياس بأن:

## روابط خارجية
- بابلو إغليسياس توريون على موقع IMDb (الإنجليزية)
- بابلو إغليسياس توريون على موقع مونزينجر (الألمانية)